# Estell Manor
Estell Manor város az USA New Jersey államában,  Atlantic megyében. Lakosainak száma 1668 fő (2020. április 1.).

## Népesség
A település népességének változása:

| 2010 | 1 735 |
| 2020 | 1 668 |